# Lila Downs
Ana Lila Downs Sânchez (n. 19 septembrie 1968, Tlaxiaco, Oaxaca, Mexic), cunoscută pe plan profesional sub numele Lila Downs, este o compozitoare și cântăreață de origine mexicană de muzică tradițională. Această realizare plasând-o pe Lila Downs în cercul celor mai influente cântărețe de muzică latino și muzică tradițională pe plan internațioal. Profilul vocal al Lila ei se încadrează în categoria contraltă. Ea a debutat la începutul anilor '90 în țara sa natală, devenind cunoscută pe întregul continent odată cu lansarea albumului La Sandunga în anul 1999. Acesta a fost urmat după doi ani de materialul Tree of Life.
Începând cu mileniul al treilea, Downs a devenit cunoscută în întraga lume grație discului Border, acesta comercializându-se 500.000 în peste de unități. Promovarea s-a realizat cu ajutorul unor cântece precum „Medley: Pastures Of Plenty/This Land Is Your Land/Land”, „La Línea” sau „Perhaps, Perhaps, Perhaps”, secundă fiind unul dintre cele mai mari succese comerciale ale Lila Downs. În anul 2004, solista a promovat înregistrarea „Viborita”, care a devenit primul single de pe materialul One Bood. Piesa s-a bucurat de aprecieri la nivel mondial, fiind unul dintre cele mai de succes cântece în limba spaniolă. La Cantina a fost succedat de Shake Away, o colecție de compoziții în limba engleză.
Discul ce include materialul în trăi al interpretei se intitulează Lila Downs y La Misteriosa en París - live à FIP și a fost lansat în 13 aprilie 2010 în Europa. El a fost precedat de promovarea cântecului El Relámpago ce marchează o schimbare de stil muzical și de imagine pentru Downs. Acesta a fost urmat de Pecados y Milagros —un an mai târziu— care constituie sinteza celor aproximativ douăzeci de ani de carieră muzicală ai solistei.

## Biografie

### Anii copilăriei
Ana Lila Downs Sânchez s-a născut pe data de 19 septembrie într-o familie cu origini mexicană și american, cântăreață de cabaretă fiica Anita Sánchez și Downs Allen. Lila a inceput cariera muzicăla interpretand cantece mariachi puțin paisprezece ani studiind voce în Los Angeles, și a terminat antrenamentul lui de la Academia de Arte Frumoase din Oaxaca.

### Cariera artistică
Cu Yodoyuxi Cadeti (set de tobe) și La Trova Serrana, popularitatea realizat în rândul publicului America Latină, cântând probleme Zapotec comunitare și a valorilor culturale, mai târziu sa întors în Mexic, în cazul în care aceștia încep să cânte cluburi din Oaxaca, și în Philadelphia, cu sprijinul de saxofonistul american Paul Cohen obtinerea mare impact pozitiv asupra critice, de ce întreprinde un turneu extins din Mexic, America de Sud, Statele Unite și Europa.
De-a lungul carierei sale solista a vândut peste 3 de milioane de albume, fiind declarată una cel mai bine vândut artist mexicană al tuturor timpurilor și una dintre cele mai cunoscute interprete de muzică latino. De asemenea, cantautoarea a fost răsplătită cu premii Grammy și cu două trofee Latin Grammy pentru realizările sale muzicale. Piesele sale „La Llorona”, „La Sandunga”, „Cumbia del Mola”, „Palomo del Comalito” și „Zapata se Queda” au printre cele mai cunoscute.

## Discografie

### Albume de studio
- Ofrenda (1994)
- En Vivo, Azuláo con Lila Downs (1996)
- Trazos (1999)
- La Sandunga (Narada, 1999)
- Árbol de la Vida (Narada, 2000)
- La Línea (EMI, Narada 2001)
- Una Sangre (EMI, Narada 2004)
- La Cantina (EMI 2006)
- Ojo de Culebra (EMI, Manhattan Records 2008)
- Lila Downs y La Misteriosa en Paris- Live a FIP (World Village Music 2010)
- Pecados y Milagros (Sony Music 2011)
- Pecados y Milagros (Deluxe Edition) (Sony Music 2012)

### Albume de compilație
- El alma de Lila Downs (2007)
- Chacala (2010)

## Videografie

### Video
- Nueve Hierba (2001)
- Cumbia del Mole (2006)
- Ojo de Culebra (2008)
- Naila (2010)
- Palomo del Comalito (2008)
- Zapata se Queda (2010)

### DVD
- Loteria Cantada (Narada 2007)
- El Alma de Lila Downs (EMI 2010)
- Lila Downs y La Misteriosa en París (World Village Music 2010)

## Filmografie
- 2002 Frida, regia Julie Taymor
- 2008 De como los niños pueden volar, regia Leopoldo Aguilar
- 2011 Travesía del desierto, regia Mauricio Walerstein
- 2012 Mariachi Gringo , regia Tom Gustafson
- 2013 Deseo, regia Antonio Zavala Kugler
- 2014 River of Fundament, regia Matthew Barney